# Gordon Day
Gordon Day (Gordon Raymond Day; * 4. Januar 1936 in Alexander Bay) ist ein ehemaliger südafrikanischer Sprinter.
1958 wurde er bei den British Empire and Commonwealth Games in Cardiff Sechster über 100 Yards, gewann Bronze über 220 Yards und siegte mit der südafrikanischen Mannschaft in der 4-mal-440-Yards-Staffel.
Bei den Olympischen Spielen 1960 erreichte er über 400 m das Halbfinale und kam mit dem südafrikanischen Tem in der 4-mal-400-Meter-Staffel auf den vierten Platz.

## Persönliche Bestzeiten
- 220 Yards: 21,1 s, 1. März 1958, Benoni (entspricht 21,0 s über 200 m)
- 440 Yards: 46,1 s, 18. April 1960, Bloemfontein (entspricht 45,8 s über 400 m)